# گوستاف دیرش
گوستاف دیرش (انگلیسی: Gustaf Dyrsch؛ ۲۸ اوت ۱۸۹۰ – ۷ مه ۱۹۷۴) سوارکار اهل سوئد بود.